# 에피스테메
에피스테메(그리스어: επιστήμη, 영어: episteme)는 지식 (Knowledge) 또는 과학 (Science)으로 번역되는 그리스어(희랍어)이다.

## 미셸 푸코
미셸 푸코가 제창한 철학적 개념에서는 어느 시대의 사회나 사람들이 생산하는 에피스테메의 본연의 자세를 특정 붙이고 영향을 주는, 지식의 '범위'로 파악할 수 있다.
토마스 쿤이 말하는 '패러다임' 개념과의 유사가 (패러다임 개념에의 오해에 의거해) 지적되는 일이 있지만, 문제 의식 상에서도 개념적 사정 상에서도 크게 다르다.
기본적으로 지식의 '범위'라고 파악하고 있지만, 그 인식론에 대해서는 시대에 의해서 크게 다르다. 그것은 '말과 사물'과 '지식의 고고학'에서 특히 현저하게 볼 수 있다.
간결하게 정리하면, '말과 물건'에 대해 '에피스테메'이란, 사람의 사고는 그것이 가지는 사고 체계, 메타 에피스테메 구조에 따라 버린다는 구조주의적 견해를 나타낸다.
이 생각에 의하면, 어느 시대의 사회를 지배하는 '에피스테메'로부터 해방되려면 '에피스테메'의 파괴로 밖에 해결하지 않는다는 비판도 있었다.
'지식의 고고학'에서는, 푸코는 '말과 물건'의 논의를 베이스로 하면서도 발전시킨 논의를 전개한다. 어느 시대의 사회를 지배하는 메타지구조인 '에피스테메'는 존재하면서도, 그것은 사회를 구성하는 사람들의 생산한 에피스테메에 의해서, 변화하거나 증폭하거나 파멸하거나 여러가지로 변화한다는 것이다.
메타 에피스테메인 '에피스테메'도 많은 사람들의 생산하는 에피스테메의 총체가 발화 (Discourse)되는 일에 의해, 촉진도 되어 변화해, 그것을 파멸시켜 새로운 에피스테메를 만들 가능성도 연다.